# Барцокас, Георгиос
Георгиос Барцокас (греч. Γιώργος Μπαρτζώκας, род. 11 июня 1965, Верия, Греция) — греческий профессиональный баскетболист и тренер.

## Карьера
Барцокас профессионально играл в баскетбол и всю карьеру провёл в «Марусси», однако вынужденно ушёл из спорта из-за серьёзной травмы колена в возрасте 27 лет.
Впервые должность ассистента тренера Барцокас занял в 2003 году в афинском «Марусси». Уже в 2006 году Барцокас получил должность главного тренера в «Олимпии» (Лариса) и в первый же год работы сумел в первый раз в истории клуба вывести команду в плей-офф чемпионата Греции.
В 2009 году Георгиос возглавил «Марусси» и к концу сезона добился звания лучшего тренера греческой лиги. Под руководством Барцокаса «Марусси» выиграл квалификационный турнир Евролиги и добрался до стадии Топ-16, отметившись победами над такими грандами, как ЦСКА и «Маккаби» (Тель-Авив). В национальном чемпионате команда завоевала бронзу.
В течение двух следующих сезонов Георгиос работал с «Панионисом», но общеевропейское признание пришло к тренеру в сезоне 2012/2013, когда он сменил легендарного Душана Ивковича в «Олимпиакосе». Барцокасу удалось привести «Оли» ко второму титулу Евролиги подряд (в финале «красно-белые» победили мадридский «Реал», преодолев 17-очковое отставание по ходу первой четверти), стать первым греческим тренером, победившим в самом престижном турнире Европы, получить приз имени Александра Гомельского лучшему тренеру Евролиги, а также завоевать Межконтинентальный кубок ФИБА.
В июле 2015 года Барцокас подписал контракт с «Локомотив-Кубань» на 2 года. Под его руководством краснодарский клуб вышел в «Финал четырёх» Евролиги.
Несмотря на достигнутую ранее договоренность продолжать сотрудничество и уже начатую совместно подготовку к следующему сезону, Барцокас продолжил карьеру в «Барселоне», куда перешёл на условиях денежной компенсации.
8 июля 2016 года Барцокас подписал контракт с «Барселоной» по схеме «2+1», но неудачное выступление в сезоне 2016/2017 заставило каталонцев досрочно прекратить сотрудничество. Команда заняла 11-е место в регулярном чемпионате Евролиги и вылетела в 1/4 финала плей-офф чемпионата Испании.
В июне 2017 года Барцокас возглавил «Химки». Под его руководством подмосковный клуб вышел в плей-офф Евролиги и заняли 2 место в Единой лиге ВТБ. В январе 2019 года «Химки» и Барцокас расторгли контракт по причине неудовлетворительных результатов в сезоне 2018/2019.
В январе 2020 года Барцокас вернулся на пост главного тренера «Олимпиакоса».

## Достижения
- Чемпион Евролиги: 2012/2013
- Бронзовый призёр Евролиги: 2015/2016
- Обладатель Межконтинентального Кубка: 2013
- Серебряный призёр Единой лиги ВТБ: 2017/2018
- Чемпион Греции 2022,2023,2025
- Серебряный призёр чемпионата Греции (2): 2012/2013, 2013/2014
- Серебряный призёр чемпионата России: 2017/2018
- Обладатель Кубка Греции: 2021/2022